# Спринг Глен (Јута)
Спринг Глен (енгл. Spring Glen) насељено је место без административног статуса у америчкој савезној држави Јута.

## Демографија
По попису из 2010. године број становника је 1.126.
| Група             | 2000.    | 2010.         |
| Белци             | 0 (0,0%) | 1.019 (90,5%) |
| Афроамериканци    | 0 (0,0%) | 2 (0,2%)      |
| Азијати           | 0 (0,0%) | 11 (1,0%)     |
| Хиспаноамериканци | 0 (0,0%) | 81 (7,2%)     |
| Укупно            | 0        | 1.126         |